# Tortula pseudoaciphylla
Tortula pseudoaciphylla là một loài Rêu trong họ Pottiaceae. Loài này được (Kindb.) Broth. miêu tả khoa học đầu tiên năm 1902.